# 綠葉絹蘚
綠葉絹蘚（学名：Entodon viridulus）为絹蘚科絹蘚屬下的一个种。